# GOT7
GOT7（韓語：갓세븐）是韓國JYP娛樂於2014年推出的7人男子團體，成員包括：JAY B、珍榮、榮宰、有謙、Mark、Jackson，以及BamBam，由JAY B擔任隊長。其中JAY B、珍榮在此之前已於2012年作為演員於戲劇中出道，同年並以2人男子團體JJ Project（JJ프로젝트）出道。
GOT7於2014年1月16日以《Girls Girls Girls》正式出道，為JYP娛樂時隔6年再次推出的男子團體，出道初期以JYP娛樂首支嘻哈團體為號召，擅長表演「martial arts tricking」，後來則發展出不同的音樂風格，搭配活潑強烈的舞台表演。全員皆會作詞作曲。
2017年3月6日，GOT7迷你三輯《Just Right》MV在Youtube觀看人次突破一億，成為K-POP第五個單一MV瀏覽量破億的男子團體。截至目前為止，GOT7總共擁有9支瀏覽量破億的MV。
GOT7是第一組在泰國舉行巡迴演唱會的K-POP團體、第一組在俄羅斯單獨表演票房售罄的K-POP團體，也是第一組單獨登上美國洛杉磯論壇體育館（The Forum）、紐約巴克萊中心（Barclays Center）開唱的南韓團體。

## 發展歷程

### 出道前：JJ Project時期、於《WIN》首次亮相
2012年1月30日JAY B（當時使用藝名JB）與珍榮（當時使用藝名Jr.）於KBS電視劇《Dream High 2》以演員身份首次亮相，2012年5月20日JAY B與珍榮組成雙人男子團體JJ Project發行首張單曲《Bounce》，並於2012年5月24日在Mnet 《M! Countdown》表演出道單曲專輯主打歌曲〈Bounce〉，為JJ Project出道舞台。
2013年12月24日JYP娛樂表示將推出七人新男團，其中兩名成員為JJ Project的JAY B和珍榮。2014年1月1日宣布GOT7出道消息，2014年1月3日公開兩位成員，分別是Mark和JAY B，2014年1月6日再度公布兩位成員Jackson和有謙，2014年1月7日公開最後三名成員珍榮、BamBam和榮宰，其中成員Mark、Jackson、BamBam及有謙，已於2013年底Mnet的生存計畫節目《WIN》中作為JYP娛樂的練習生曝光 。2014年1月15日透過Showcase展示第一個舞台，並且公開出道主打歌曲《Girs Girls Girls》的MV，MV公開僅兩天，觀看次數就突破100萬，刷新了新人歌手的紀錄。

### 2014年：出道、《Got》系列迷你專輯、日本出道、正規一輯《Identify》

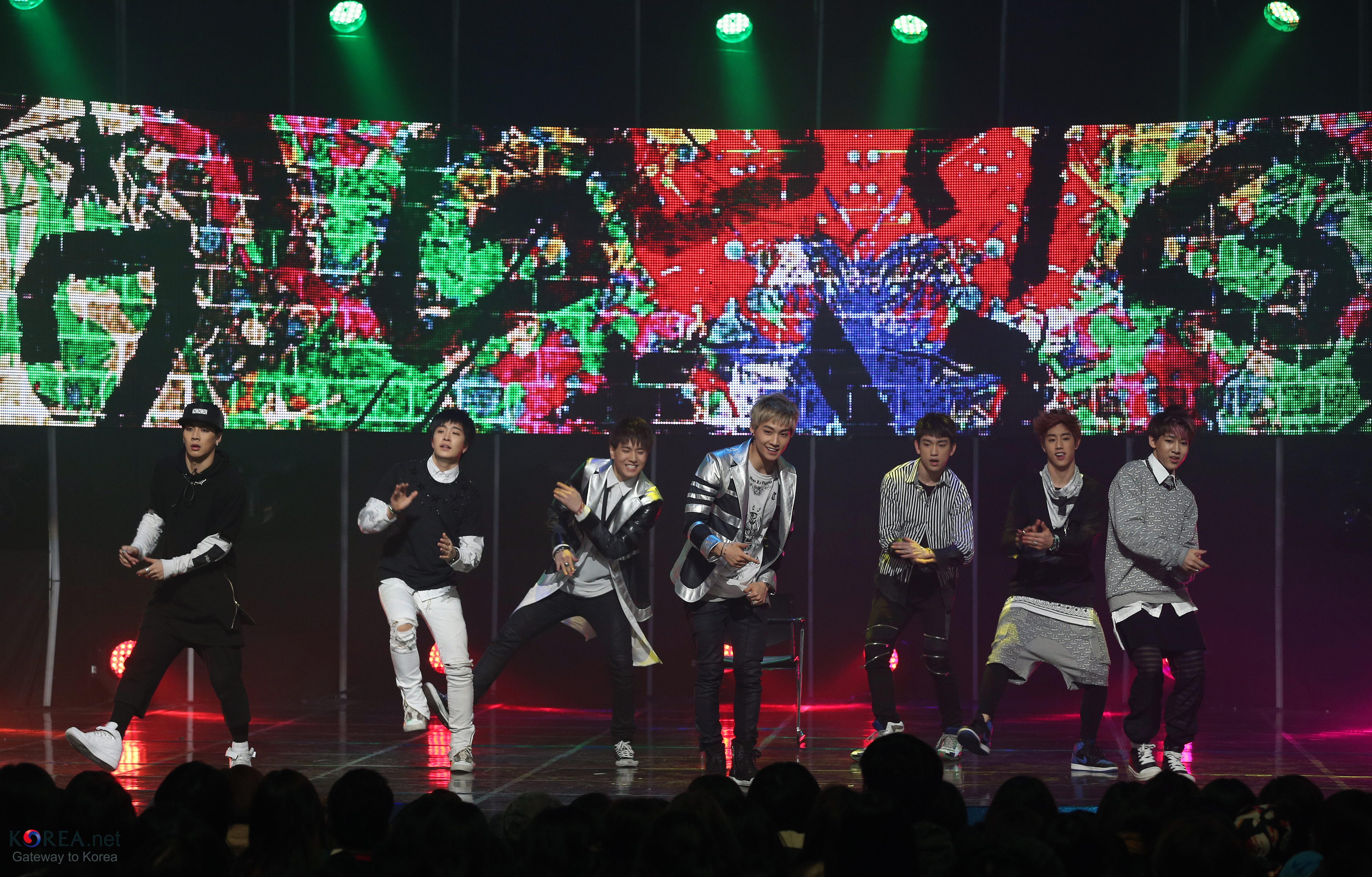
GOT7在3月6日的《M Countdown》上表演

2014年1月16日正式出道，通過Mnet《M! Countdown》帶來出道舞台表演。1月20日正式發行首張迷你專輯《Got it?》。美國告示牌於1月29日評選出《2014年受矚目的五位K-Pop歌手》，GOT7為其中之一。1月31日，出道專輯《Got it?》在告示牌的世界專輯排行榜中排名第一。1月27日珍榮經診斷後確認患上了H1N1，隔天JAY B、榮宰也均被確診，專輯宣傳活動暫時中斷。JAY B和榮宰於2月2日的《SBS人氣歌謠》重新投入宣傳活動，珍榮則休養至4日才恢復宣傳活動。
4月4日及4月17日，分別在日本東京兩國國技館、大阪Zepp Namba舉行《1st Impact in Japan》Showcase。5月9日官方cafe公佈粉絲名為「I GOT7」。隨後GOT7首個團體專屬綜藝節目《I☆GOT7》在SBS開播。6月23日發行第二張迷你專輯《GOT♡》，並同步發表主打歌曲《A》的MV，在音悅台音悅V榜周榜第二十六期獲得第一名。7月18日發行首張台壓專輯《迷你專輯「GOT♡」（台壓特別版）》。
8月25日以GOT7成員們為主角的網路漫畫《GOTOON》開始在官方網站上隔周連載，漫畫內容為描繪GOT7實際的日常生活和在活動中發生的小故事。9月3日發行第一本寫真書《GOTCHA：1st Photo Book in Malaysia》。10月6日GOT7的泰國特別版專輯在泰國最大音像連鎖店獲得周間排行第一。
10月1日公開首支日文單曲《AROUND THE WORLD》MV。10月7日起在日本展開首次巡迴演唱會「AROUND THE WORLD」，以大阪為首站，之後共在5個城市舉辦了9場演唱會。10月22日發行首張日文單曲《AROUND THE WORLD》，正式在日本出道，單曲發行首日即登上Oricon單日榜第四名，並在單周榜取得第三名的佳績。
11月7日JYP娛樂於推特公布GOT7首張正規專輯《Identify》的預告照，11月17日公開主打歌曲《Stop Stop It》的MV，並舉辦回歸Showcase。11月20日發行首張韓語正規專輯《Identify》，並透過Mnet《M! Countdown》帶來回歸舞台表演。

### 2015年：迷你三輯《Just right》、迷你四輯《MAD》、初一位、改版一輯《MAD Winter Edition》
1月14日赴北京參加第29屆韓國《金唱片獎》，獲頒最佳新人獎和年度最具愛心獎，但成員BamBam和有謙因簽證問題，未能一同出席頒獎典禮。1月22日獲頒第24屆《首爾歌謠大賞》新人獎，1月27日GOT7與JYP娛樂旗下女演員宋昰昀、miss A成員Min所主演的網路電視劇《Dream Knight（玩偶騎士）》通過優酷土豆網以及NAVER TV CAST播出首集，JYP娛樂旗下的朴軫永、2PM成員黃燦盛、15&成員朴智敏、崔宇植等藝人也在劇中客串演出。
3、4月分別在泰國曼谷、馬來西亞和新加坡舉辦首次亞洲粉絲見面會，其中泰國的兩場見面會門票在開賣後5分鐘內便售罄。5月首次前往美國洛杉磯參加Korea Times音樂節公演，並於舊金山、芝加哥、達拉斯三個城市舉辦美國粉絲見面會。5月20日成員Jr.在個人推特上宣布改名為「Junior」，GOT7官方網站也隨即發布改名聲明。

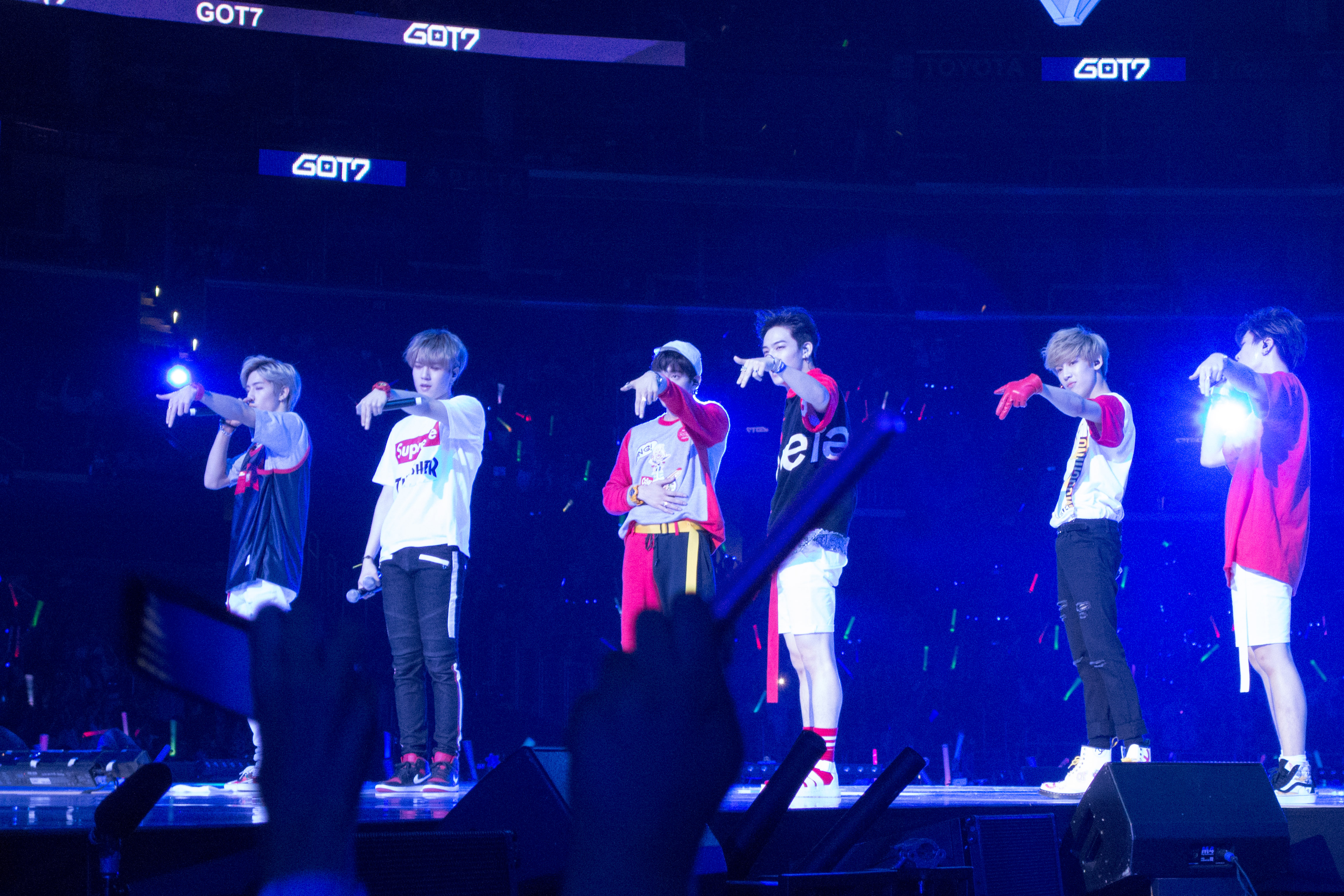
GOT7於2015年的KCON表演

6月初赴日展開首次日本粉絲見面會，並於舞濱圓形劇場追加一場公演，總計四場演出共10,000張門票皆銷售一空。 6月10日正式發行第二張日文單曲《LOVE TRAIN》，發行首日便登上Oricon單日榜第四名。7月13日零時釋出第三張迷你專輯《Just right》的完整音源，並同步公開主打歌曲《Just right》的MV，MV公開後僅13個小時即在YouTube點擊量突破100萬，僅2周就突破1000萬。
9月23日推出第三張日文單曲《LAUGH LAUGH LAUGH》，發行當天即登上Oricon公信榜單曲日榜冠軍，這也是GOT7在日本出道以來首次獲得Oricon冠軍。9月29日，GOT7以第四張迷你專輯《MAD》回歸，10月6日憑藉主打歌曲《If You Do》於SBS MTV《THE SHOW》獲得出道後首個音樂節目的一位，10月13日、10月20日再度拿下該節目的一位，達成三連冠。首周空降美國告示牌世界專輯榜（World Albums Chart）第一名，並被評選2015年韓國流行音樂最佳二十首歌曲，〈If You Do〉名列第16。
11月23日發行《MAD》之改版專輯《MAD冬季版》全輯音源，並同步公開主打歌曲《告白頌》MV。

### 2016上半年：飛行日誌首部曲《FLIGHT LOG: DEPARTURE》、首次世界巡演「FLY」
首張日語正規專輯《翻天↑覆地》
1月9日，JYP娛樂在官方製作部門中新增了作詞人、作曲人等製作人資料，其中GOT7的JB、珍榮、Jackson、Mark以作詞作曲及RAP作曲的製作人身分出道。1月21日，GOT7以北海道札幌為首站，展開為期一個月的日本巡迴演唱會，包含東京、大阪、名古屋等6座城市，共計11場演出。2月3日，推出首張正規日文專輯《翻天↑覆地》。發行後連續4天佔據Oricon公信榜專輯日榜二位，並在日本告示牌專輯銷售週榜中取得第三名。
韓語迷你五專-飛行日誌首部曲《FLIGHT LOG: DEPARTURE》
3月21日帶著韓語迷你五輯《FLIGHT LOG : DEPARTURE》回歸。
四大音樂節目初一位
3月26日、4月9日憑藉歌曲《Fly》於MBC《Show! 音樂中心》獲得連續兩周的HOT3，並分別在3月29日、3月31日、4月1日、4月3日、4月5日於SBS MTV《THE SHOW》、Mnet《M! Countdown》、KBS2《Music Bank》、SBS《人氣歌謠》、SBS MTV《THE SHOW》連續再收穫5座冠軍，達成「All-Kill」。3月30日登上美國Billboard"ARTIST 100"週榜第45位，成為該榜單開設以來繼PSY(88位)之後第2組上榜的韓國歌手。 4月7日上午，新歌《Fly》在發表僅僅3週，Youtube點擊數已經突破1000萬次，專輯也在Gaon音樂榜三月份的專輯月榜中獲得首位。
首場世界巡迴演唱會「FLY」
4月29日、30日，GOT7以首爾為起點展開首次世界巡迴演唱會《GOT7 1st CONCERT「FLY」》，在首爾SK奧林匹克手球競技場舉行國內首次單獨演唱會《GOT7 1st CONCERT' FLY IN SEOUL'》，共吸引了8000餘名粉絲參與，但隊長JAY B因腰傷（椎间盘異常）接連兩天未能上台演出，在演唱會的最後，JAY B作為特別嘉賓驚喜現身。。
5月24日，GOT7在泰國一場粉絲見面會中和1,972名粉絲一起進行了「摺紙飛機」活動，此舉打破了「最多人在單一場地同時製造紙飛機」的吉尼斯世界紀錄，使GOT7成為該項紀錄的保持者。6月11日、12日在泰國曼谷成功舉行了演唱會「GOT7 1st CONCERT FLY IN BANGKOK」，共吸引2萬2千名粉絲到場。。8月16日，成員Junior於個人推特、Instagram上宣布未來將以本名「珍榮」活動，原本的藝名「Junior」將不再使用。

### 2016下半年：飛行日誌二部曲《FLIGHT LOG: TURBULENCE》
韓語正規二輯-飛行日誌二部曲《FLIGHT LOG : TURBULENCE》
在結束橫跨美洲與亞洲共13個城市的世界巡迴演唱會後，GOT7於8月20、21日回到首爾舉辦FINAL安可演唱會，並於9月27日帶著第二張正規專輯《FLIGHT LOG : TURBULENCE》回歸韓國歌壇，專輯發行隔日即登上美國iTunes專輯榜第2位及單曲榜第93位，並占據泰國、越南、菲律賓、印尼、馬來西亞、新加坡、芬蘭等多國的iTunes專輯榜冠軍。
憑《Hard Carry》再次達到「All-Kill」
10月5日，以《FLIGHT LOG : TURBULENCE》再次登上Billboard世界專輯榜的首位，主打歌《Hard Carry》MV發表僅僅1週，Youtube點擊數已經突破1000萬次。10月6日、10月7日、10月9日、10月18日分別在Mnet《M! Countdown》、KBS2《Music Bank》、SBS《人氣歌謠》、SBS MTV《THE SHOW》獲得了4座冠軍，並於10月15日、10月22日、10月19日MBC《Show! 音樂中心》獲得連續三周的HOT3，再次達成「All-Kill」。
日語迷你一輯《Hey Yah》
11月11日起，陸續前往加拿大、日本、馬來西亞、新加坡、菲律賓各地展開《FLIGHT LOG: TURBULENCE》世界巡迴粉絲見面會，同時於11月16日發行日語迷你一輯《Hey Yah》。
獲《MTV歐洲音樂大獎》及《MAMA》全球藝人獎、《SBS流行音樂獎》年度最佳男子團體獎
10月17日，由GOT7七位成員親自策畫、監製，從導演到演出都由成員負責的真人秀綜藝節目《GOT7的Hard Carry》於「NAVER」V LIVE網路頻道及「Mnet TV」電視頻道正式播出。11月6日於荷蘭鹿特丹舉辦的《MTV歐洲音樂大獎》（MTV Europe Music Awards，簡稱EMA）獲頒「全球藝人獎（Best Worldwide Act）」。
12月2日，GOT7於香港舉行的第18屆《Mnet亞洲音樂大獎》（Mnet Asian Music Awards，簡稱MAMA）獲得「全球最受歡迎藝人獎」，以及澳洲《SBS流行音樂獎》（SBS PopAsia Award）選出的2016年「年度最佳男子團體」。

### 2017上半年：飛行日誌三部曲《FLIGHT LOG: ARRIVAL》
獲《金唱片獎》及《首爾歌謠大賞》本賞、《THE SHOW》最佳熱門明星、《Gaon Chart K-POP大獎》年度歌手獎
1月13日、1月19日分別獲得韓國第31屆《韓國金唱片獎》（Golden Disc Awards）唱片部門本賞及第26屆《首爾歌謠大賞》（Seoul Music Awards）本賞的雙重肯定。接著陸續前往澳門、美國、印尼等地完成《FLIGHT LOG: TURBULENCE》全球巡迴粉絲見面會。2月22日憑《FLIGHT LOG : DEPARTURE》專輯，在韓國首爾獲得第6屆《Gaon Chart K-POP大獎》（Gaon Chart K-POP Awards）專輯部門(第一季)年度歌手獎。
3月6日，GOT7第三張迷你專輯主打歌《Just Right》MV觀看次數突破一億，成為GOT7首支破億MV。
韓語迷你六輯-飛行日誌三部曲《FLIGHT LOG : ARRIVAL》
3月13日於韓國時間中午12點帶著韓語迷你六輯《FLIGHT LOG : ARRIVAL》回歸，此專輯也是《FLIGHT LOG》系列的最終章。專輯發行隔日即占據香港、印尼、馬來西亞、菲律賓、泰國、越南等六個國家中的iTunes專輯榜的冠軍，台灣、新加坡、芬蘭、挪威則搶下了iTunes專輯榜的第2位，美國登上了iTunes專輯榜的第5位。3月17日晚上，主打歌《Never Ever》在YouTube發布僅僅4天，點擊數就衝破1000萬，創下自身的新紀錄。
憑《Never Ever》首次於《Show Champion》拿到一位
3月21日、3月22日、3月23日、3月24日分別在SBS MTV《THE SHOW》、MBC《Show Champion》 、Mnet《M! Countdown》、KBS2《Music Bank》等音樂節目獲得4座冠軍，成為當周一位歌曲。《FLIGHT LOG : ARRIVAL》專輯也再次登上美國Billborad告示牌世界專輯排行榜第一名。3月11日，Jackson在見面會中出現嘔吐、昏倒送醫的情形，3月25日休息完畢回歸舞台。4月初，GOT7《FLIGHT LOG : ARRIVAL》專輯以27萬8103張的銷量，登上韓國Gaon排行榜2017年3月專輯榜第一名。4月16日，美國Billboard告示牌公開「推特熱門歌曲」4月22周榜單，GOT7首次入榜，憑《Never Ever》即獲得第二名的成績。
第四張日文單曲《MY SWAGGER》發行
2016年《Hey Yah》發行後，就預計在隔年5月5日-27日展開共九場的‟首場日本巡迴Showcase"「GOT7 Japan Showcase Tour 2017 《MEET ME》」。3月24日，公開GOT7第四張日文單曲《MY SWAGGER》的宣傳影像。3月26日公布即將在6月24日-25日在日本國立代代木競技場第一體育館舉辦的“GOT7 ARENA SPECIAL 2017 《MY SWAGGER》”特別演唱會。5月24日《MY SWAGGER》正式發行。

### 2017下半年：JJ Project 回歸、Jackson中國solo出道、迷你七輯《7 for 7》、改版二輯《7 for 7 Present Edition》
JJ Project 回歸、Jackson在中國solo出道
6月份，GOT7前往泰國呵叻、清邁、曼谷與普吉島四大城市舉辦巡迴演唱會「NESTIVAL」，他們也是第一組在泰國舉行巡迴演唱會的K-POP團體。6月尾，JYP透過媒體宣佈JJ Project將於下半年回歸和Jackson會在中國solo出道，JJ Project將推出第一張韓語迷你專輯《Verse 2》，主打歌為《Tomorrow, Today》，這也是時隔五年再度回歸音壇。7月15日,在官方網站、臉書、推特同步公開JJ Project 回歸日程表，31日中午12時音源與實體專輯同步發行，並開放為期一週的《내일, 오늘: PHOTO EXHIBITION》攝影展。8月18日，Jackson在個人Instagram公布將於8月26日公開首張個人單曲《Papillon》，正式在中國出道。
日語迷你二輯《Turn Up》，Jackson暫時停止日本活動
9月5日，JYP娛樂在GOT7日本官網宣布Jackson因身體狀況及根據他自己的意願將會停止在日本的活動，往後GOT7的日本行程將以6人體制進行。並在同日宣佈將於11月15日發行第二張日語迷你專輯《Turn Up》。日本時間10月31日0時公佈迎新曲《TURN UP》MV。11月3日，開始巡迴演唱會「GOT7 Japan Tour 2017 "TURN UP"」，並於12月21、22兩日，首次登上日本武道館開唱。
韓語迷你七輯《7 for 7》、獲《MAMA》國際表演者獎
9月20日，於官方Youtube上公佈出專輯預告片，宣佈將於10月10日以迷你專輯《7 for 7》回歸。10月10日韓國時間中午12時正公開新曲MV，正式回歸。音源公佈後登上了香港、巴西、芬蘭等17個國家和地区的iTunes專輯排行榜一位。10月27日，公佈成員JB和Jackson為韓劇《The Package》演唱的OST《U&I》的韓文和中文音源。11月10日，Mnet在YouTube 發佈團綜《GOT7 的TMI 實驗室》的預告，並宣佈在11月14日播出第一集。11月20日，公佈將在12月7月發行改版專輯《7 for 7 Present Edition 》，主打歌為《Teenager》。11月26日，GOT7第四張迷你專輯主打歌《If You Do》MV觀看次數突破一億，成為GOT7第二支破億MV。12月1日，GOT7於Mnet亞洲音樂大獎（Mnet Asian Music Awards）獲得「國際表演者獎」與「2017 Favorite KPOP Star」雙重獎項肯定。12月19日，《7 for 7》H榜銷售量賣出30萬張，是GOT7首張H榜銷量達到30萬的專輯，GOT7也是第四個單張專輯銷量破30萬的男子團體。

### 2018上半年：迷你八輯《Eyes On You》、第二次世界巡演「EYES ON YOU」
連兩年獲得《金唱片獎》及《首爾歌謠大賞》本賞、《Gaon Chart K-POP大獎》雙冠
GOT7分別於1月11日、1月25日獲得韓國第32屆《韓國金唱片獎》（Golden Disc Awards）唱片部門本賞及第27屆《首爾歌謠大賞》（Seoul Music Awards）本賞，連續兩年獲得肯定。2月3、4日連續兩天，於首爾慶熙大學和平殿堂舉辦四周年粉絲見面會。2月14日，於首爾第7屆《Gaon Chart K-POP大獎》（Gaon Chart K-POP Awards）獲頒「火熱表演獎」及「K-POP世界韓流明星獎」兩獎項。14號當晚，GOT7於VLIVE進行「2018 GLOBAL VLIVE TOP10」直播，節目開播前愛心已達8億多次，直播結束之前更突破10億1千萬大關，寫下當時VLIVE愛心最高紀錄。
韓語迷你八輯《Eyes On You》
2月23日，公布新迷你專輯《Eyes On You》曲目表及先行曲《너 하나만》預告片，宣佈於2月28日公開與歌手孝琳合作的先行曲《너 하나만（One And Only You）》、3月12日以新曲《LOOK》回歸。3月9日，韓國消防廳委任GOT7擔任消防廳宣傳大使，參與消防廳和消防員攜手燒燙傷專門基金會Bestian基金會為幫助燒傷患者舉行的「S.A.V.E Campaign」。3月12日下午6時，公開新曲《LOOK》MV和專輯《Eyes On You》所有音源。主打歌《LOOK》不僅在韓國數個音源排行榜登上實時榜首，刷新自身音源記錄，專輯也在海外20個國家的iTunes專輯排行榜中獲得第一名，隔天空降iTunes世界專輯榜1位，成為首個擁有兩張登頂該榜單的K-Pop團體。3月14日早上6時，主打歌《LOOK》發布僅35小時，MV點擊數就衝破1000萬，寫下GOT7主打歌最快突破千萬點閱率的新紀錄。截至3月18日，專輯《Eyes On You》在H榜已賣出22萬3千張，打破GOT7首周銷量最高紀錄。4月3日，GOT7第三張迷你專輯主打歌《Just Right》MV觀看次數突破二億，成為GOT7首支破二億MV，也讓GOT7成為第三組擁有破兩億MV韓國男團。4月10日，第六張迷你專輯主打歌《Never Ever》MV觀看次數突破一億，成為GOT7第三支破億MV。4月23日，公開了成員JB在節目鍵盤上的鬣狗創作的歌曲Rainy的音源。5月10日，韓國GAON榜單於四月實施認證制度後首次公告結果，GOT7專輯《Eyes On You》以優異的銷量成績，成為首批獲認證的「白金唱片」。
日語第五張單曲《THE New Era》
4月24日，JYP在官方YouTube發報了新曲《THE New Era》的預告，並宣佈在6月20日公佈新曲。5月7日，公開了新曲《THE New Era》的MV。5月15日至6月23日，依序於日本福岡、大阪、廣島、名古屋、東京及仙台六大城市舉行9場「THE New Era」巡迴見面會。6月20日，第五張日文單曲《THE New Era》正式發售，當天東京見面會驚喜公布將於12月18、19日兩天在東京武道館舉辦《GOT7 ARENA SPECIAL 2018-2019》演唱會，2019年2月2、3日兩天則在神戶世界紀念館開唱。
第二次世界巡迴演唱會「Eyes On You」
5月4至6日，GOT7於首爾蠶室室內體育場連續三天舉辦「EYES ON YOU」演唱會，總計動員1萬8千名觀眾，揭開第二次世界巡迴演唱會序幕。5月11至13日，世巡第二站前往泰國曼谷，連續三天開唱，聚集超過3萬9千名觀眾。5月14日，主唱榮宰為韓劇《油膩的Melo》演唱的OST《그 시간에》音源及MV正式公開。6月初完成澳門場之後，GOT7世巡首次前進歐洲，在莫斯科、柏林、巴黎相繼票房完售，動員累計2萬名觀眾，莫斯科場更創下第一組南韓藝人在俄羅斯表演全數售罄的紀錄。歐洲場次結束後，6月16日首次在台北舉辦演唱會，吸引超過5千名觀眾入場，隔天前往日本同步進行日巡。7月初，前往北美繼續世巡行程，在多倫多、洛杉磯、休斯頓、紐約當地具代表性的大型場館開唱，票房完售累計動員3萬4千名觀眾，成為第一組單獨登上洛杉磯論壇體育館（The Forum）、紐約巴克萊中心（Barclays Center）開唱的KPOP團體；透過社群網站與當地媒體推廣，吸引美國「J-14雜誌」、「BuzzFeed」、「Billboard」、「People TV」、「Forbes」等知名新聞娛樂媒體採訪，並演出美國紐約「FOX5頻道」最大的晨間新聞節目《Good Day New York》，展示了全球國際偶像的地位。7月中，GOT7首次前進中南美洲，在墨西哥城、布宜諾斯艾利斯、聖地牙哥開唱，吸引超過2萬8千名觀眾造成熱潮。8月17日Billboard公布最新季度熱門巡演排行榜，GOT7憑藉7月6日在洛杉磯The Forum場次上榜，共吸引9600名觀眾進場，票房粗估為130萬美金，是GOT7第一次登上此排行榜。在結束橫跨美洲、歐洲與亞洲的世界巡迴演唱會後，GOT7於8月24日於香港亞洲國際博覽館舉辦Eyes On You的最後一場演唱會，並宣佈將於九月帶韓語第三張正規專輯《Present: YOU》回歸韓國歌壇。

### 2018下半年：正規三輯《Present：YOU》、改版三輯《Present: YOU & ME Edition》
韓語正規三輯《Present：YOU》
8月29日，官方發佈第三張韓語正規專輯《Present: YOU》概念照及回歸日期。9月17日公開主打曲《Lullaby》MV和所有歌曲音源，晚上8時於Mnet和網路頻道M2同時播放的《GOT7 COMEBACK SHOW：Present:YOU》中首次公開新舞台。發行當天主打歌《Lullaby》不僅在韓國數個音源排行榜登上實時榜首，專輯也在海外超過25個國家的iTunes專輯排行榜中獲得第一名，MV更是在24小時內突破1000萬點閱，再度刷新自身紀錄，成為第四個MV觀看數首日突破千萬的韓國團體以及第二個MV觀看數首日突破千萬的韓國男子團體。
憑《Lullaby》第三度達到「All-Kill」、拿下《Show! 音樂中心》初一位
憑著主打歌《Lullaby》，9月27日起至9月30日連續四天，陸續在Mnet《M! Countdown》、KBS2《Music Bank》、MBC《Show! 音樂中心》、SBS《人氣歌謠》奪冠，完成當周四大音樂節目「All-Kill」，並於隔周MBC Music《Show Champion》再獲得第5座冠軍，10月4日、10月5日，首度連續兩周蟬聯Mnet《M! Countdown》及KBS2《Music Bank》一位，累計七冠打破自身最佳紀錄。同時專輯《Present: YOU》連續兩周登上Gaon及Hanteo專輯周榜第一及9月份專輯月榜第一。11月8日，正規專輯《Present: YOU》優異的銷量成績，獲得Gaon「白金唱片」認證，成為繼《Eyes On You》之後第二張白金唱片。
韓語改版專輯《<Present：YOU> &ME Edition》及海外巡演
11月中，陸續公開12月3日發行正規三輯改版專輯 《<Present：YOU> &ME Edition》及主打歌《MiRACLE》預告。11月21日公開專輯收錄曲目，除主打《MiRACLE》外，另收錄2首新曲及9首演唱會特別舞台的錄音室版本。11月28日，GOT7首次出席第3屆《亞洲明星盛典》頒獎典禮（Asia Artist Award，簡稱AAA），榮獲歌手部門「BEST POPULAR 獎」及「年度藝人」雙重肯定。12月3日MV及數位音源正式上架。完成僅一周的打歌行程後，改版專輯登上Gaon及Hanteo專輯周榜第一，同時獲得KBS2《Music Bank》一位。12月12日，由JB、珍榮、有謙三人為代表，首次出席日本場Mnet亞洲音樂大獎表演特別舞台，並代表GOT7領取「WORLDWILD FANS' CHOICE TOP 10」獎項；12月14日全體出席香港場MAMA表演並獲得「Tik Tok 最受歡迎藝人獎」。12月18、19日前往東京開始日本巡演「Road 2 U」，連續第二年站上日本武道館。12月21至23日連續三天於泰國曼谷舉辦「GOT7 NESTIVAL 2018」，結合粉絲見面會與演唱會的型式，總計容納六萬人次，成為泰國史上最大型的演出。

### 2019上半年：日語迷你三輯獲Oricon週榜初一位、分隊JUS2出道、迷你九輯《SPINNING TOP: BETWEEN SECURITY & INSECURITY》
連三年獲得《金唱片獎》本賞、團綜《GOT7的Real Thai》韓泰兩國同步播出
1月5日、6日連續兩天於首爾蠶室體育館舉辦五周年粉絲見面會，同時憑藉著專輯《Eyes On You》出色的銷售成績，獲得韓國第33屆《韓國金唱片獎》（Golden Disc Awards）唱片部門本賞，連續三年獲得本賞肯定。1月16日，由Mark、珍榮、榮宰與BamBam四人代表出演的全新綜藝《GOT7的Real Thai》於韓國XtvN電視台和泰國True4U電視台正式首播，第一集便創下韓國XtvN開台以來最高收視紀錄、登上推特全球趨勢第一，更成為泰國True4U電視台史上收視率最高的綜藝節目。
日語迷你三輯《I WON'T LET YOU GO》發行，獲日本Oricon週榜初一位
去年11月14日，宣布2019年1月30日發行日語迷你三輯《I WON'T LET YOU GO》。12月中旬陸續公開專輯概念照、分組預告影片。日本時間12月16日0時公開主打歌MV，隔天開始公布個人預告。12月26日，在實體專輯還沒有正式上市以前，主打歌《I WON'T LET YOU GO》在日本LINE Music單週榜（12/19至12/25）便拿下第一名。1月30日專輯正式發行後，在日本Oricon公信榜、Tower Records唱片行及LINE Music專輯榜登上日榜第一。2月2、3日，GOT7首度前往神戶，連續兩日舉辦《GOT7 ARENA SPECIAL 2018-2019 "Road 2 U"》演唱會。2月5日，迷你三輯《I WON'T LET YOU GO》登上Oricon專輯週榜、Tower Records銷售榜、LINE Music TOP100專輯榜、Billboard Japan熱門專輯榜、Billboard Japan專輯銷售榜等各大榜單第一名，這也是GOT7首次獲得日本Oricon公信榜週榜一位。
分隊JUS2正式出道，舉辦亞洲Showcase巡迴
第一季除日本行程外，成員大多集中於個別活動，包含珍榮接拍tvN連續劇《會讀心術的那小子》、Jackson與Mark各自海外行程、BamBam三月份於泰國舉辦個人巡迴見面會「BLACK FEATHER」。2月13日，官方公開小分隊JUS2的預告影像及照片，由成員JB、有謙兩人組成，以迷你專輯《FOCUS》正式出道，於3月4日公開MV、3月5日釋出專輯並舉辦LIVE PREMIERE。3月21日，GOT7第二張迷你專輯主打歌《A》MV觀看次數突破一億，成為GOT7第四支破億MV。4月4日，美國知名音樂雜誌《Billboard》公布2019年《告示牌音樂獎》（Billboard Music Awards）入圍名單，GOT7首次入圍「最佳社群媒體藝人獎」。
JUS2除了韓國宣傳外，另於4月10日發行日本版專輯，並在4月份展開《JUS2 <FOCUS> PREMIERE SHOWCASE TOUR》前往亞洲7個城市、舉辦11場次巡迴Showcase，分別由Mark（澳門站、台北站及新加坡站）、榮宰（東京站）、BamBam（雅加達站及曼谷站）擔任特別MC。其中4月18日大阪場結束後，宣布GOT7將於7月30日至8月18日舉辦2019年日本巡迴演唱會。
韓語迷你九輯《SPINNING TOP : BETWEEN SECURITY & INSECURITY》
4月26日，官方公開GOT7最新專輯《SPINNING TOP : BETWEEN SECURITY & INSECURITY》預告影片，宣告5月20日回歸，並於6月15、16日連續兩天開唱，為2019年世界巡迴演唱會揭開序幕。5月8日公布世界巡迴演唱會名稱為「KEEP SPINNING」並公開部分場次，巡演時間超過4個月，範圍橫跨亞洲、美洲、澳洲及歐洲。5月14日公開專輯曲目，主打歌《ECLIPSE》由隊長JB及團隊譜曲。5月20日公開專輯音源及主打歌MV。《SPINNING TOP : BETWEEN SECURITY & INSECURITY》發行當天便登上iTunes世界專輯榜冠軍，韓國Hanteo榜首日銷量打破自身紀錄，讓GOT7成為JYPE旗下首個Hanteo榜專輯銷量累計超過200萬張的團體。迷你九輯發行一周後登上Hanteo及Gaon專輯周榜冠軍，也拿下5月份專輯月榜的雙料冠軍。7月11日，迷你九輯獲得Gaon專輯榜「白金唱片」認證，成為GOT7第三張白金唱片。

### 2019下半年：第三次世界巡演「KEEP SPINNING」、迷你十輯《CALL MY NAME》
第三次世界巡迴演唱會「KEEP SPINNING」
6月15、16連續兩日，GOT7首度唱進首爾奧林匹克體操競技場，為2019年世界巡演「KEEP SPINNING」拉開了華麗的序幕。本次演唱會與Make-A-Wish基金會韓國分部合作啟動「KEEP SPINNING，KEEP DREAMING with GOT7」專案，為全世界罕見疾病兒童的夢想應援。GOT7邀請患病兒童和家屬觀賞首爾演唱會，實現海外病童想要見到GOT7的夢想，也爲患病的孩子提供勇氣和力量，具有社會意義，此一善行讓GOT7獲頒2019年大韓民國服務大賞。6月底至7月中，GOT7前往美洲展開世巡行程，在紐華克、多倫多、達拉斯、洛杉磯、奧克蘭、墨西哥城及聖地牙哥7個城市，可容納萬人以上的大型場館開唱。在美國演出前夕，他們成為第一個登上美國全國電視網「NBC」知名晨間節目《Today Show》的韓國團體，表演特別準備的《ECLIPSE》英文版舞台，同時接受紐約直播節目《BUILD Series》專訪、時隔一年重返紐約「FOX5頻道」晨間新聞節目《Good Day New York》，吸引包含「MTV」、「ELLE」、「Billboard」、「Seventeen」等美國知名媒體採訪。結束美洲、日本及澳洲巡演行程後，9月5日至8日在泰國曼谷舉行了大規模粉絲見面會《GOT7 FAN FEST 2019 "SEVEN SECRETS" IN BANGKOK》。10月份前往歐洲，陸續完成阿姆斯特丹、倫敦、柏林、馬德里和巴黎演唱會。12月21日，於拉加曼加拉體育場舉辦的世巡曼谷場正式啟售，開賣兩小時內就完售並宣布加場，演唱規模邁入體育場等級。
日語迷你四輯LOVE LOOP
6月7日，官方宣布7月31日發行第四張日語迷你專輯《LOVE LOOP》並公開專輯封面照，同時將7月日本巡演定名為《GOT7 Japan Tour 2019 "Our Loop"》。日本時間6月26日0時，主打歌《LOVE LOOP》MV率先公開。7月下旬，GOT7結束美洲世巡行程後，自7月30日起接著展開《GOT7 Japan Tour 2019 "Our Loop"》日巡行程，分別於千葉、神戶、名古屋、福岡4地完成7場演唱會。
韓語迷你十輯《CALL MY NAME》、首次獲得《亞洲明星盛典 Asia Artist Awards》大賞肯定
10月17日，官方公開GOT7最新專輯預告影片，宣告11月4日回歸。10月20日開始，陸續釋出成員個人預告片，公佈專輯名稱《Call My Name》、主打曲名稱《니가 부르는 나의 이름(You Calling My Name)》以及概念照。11月4日韓國時間晚上6時，專輯音源及主打曲MV正式公開，於當晚韓國時間8時在仁川舉行《Call My Name》SHOWCASE。專輯發行當天，音源便登上韓國Naver Music、Soribada實時榜一位，占據海外28個國家和地區的iTunes專輯排行榜一位，並登上iTunes世界專輯榜冠軍，是繼《7 for 7》、《Eyes On You》、《SPINNING TOP : BETWEEN SECURITY & INSECURITY》之後的第四張；實體專輯也在韓國Hanteo榜以超過10萬張的數量打破自身首日銷量紀錄，創下JYPE旗下團體歷來最高的首日銷售數字，並在發行一周後登上Hanteo及Gaon專輯周榜冠軍。11月26日，GOT7出席第4屆《亞洲明星盛典》頒獎典禮（Asia Artist Awards，簡稱AAA），獲得歌手部門「BEST K-Culture 獎」及「AAA大賞─年度表演獎」雙重肯定，這也是GOT7第一次得到大賞殊榮。12月4日，出席一年一度的Mnet亞洲音樂大獎（MAMA），獲頒「Favorite Dance Performance」及「Worldwide Fans' Choice」兩座獎項。

### 2020上半年：迷你十一輯《DYE》
連續四年獲得《金唱片獎》本賞
1月5日，GOT7出席第34屆《金唱片獎》，憑著專輯《SPINNING TOP : BETWEEN SECURITY & INSECURITY》優異的銷量獲頒專輯部門本賞，這也是GOT7連續四年獲得金唱片本賞肯定。
1月8日，GOT7第三張迷你專輯主打歌《Just Right》MV觀看次數突破三億，成為GOT7首支破三億MV。1月9日，迷你十輯《Call My Name》獲得Gaon專輯榜「白金唱片」認證，成為GOT7第四張白金唱片。
韓語迷你十一輯《DYE》
受到疫情影響，原訂2、3月份繼續完成第三次世界巡迴「KEEP SPINNING」的亞洲場次全數延期或取消，3月14日在韓國高麗大學化汀體育館舉辦的六周年粉絲見面會也宣布延期，第一季鮮少團體活動，僅有部份個人行程。4月6日，官方發布GOT7於4月20日攜迷你11輯《DYE》正式回歸的消息，並公開首波預告片及主打歌名稱《NOT BY THE MOON》，之後陸續釋出概念照、MV預告及專輯曲目。4月11日，GOT7第三張正規專輯主打歌《Lullaby》MV觀看次數突破一億，成為GOT7第五支破億MV。4月20日韓國時間晚上6時，專輯音源及主打曲MV正式公開。專輯發行當天，音源登上韓國Bugs、Soribada實時榜一位，占據海外超過40個國家和地區的iTunes專輯排行榜一位，MV也在47個地區的YouTube音樂視頻中排名第一，實體專輯首日銷量更突破15萬張，改寫自身最佳成績，並第五度登上iTunes世界專輯榜冠軍。專輯發行一周後，登上Hanteo、Gaon專輯周榜冠軍，以及海外50個國家和地區iTunes專輯排行榜一位，並以兩週累計33萬張的自身最高銷量，登上4月份專輯月榜雙料冠軍，隔月獲得Gaon專輯榜「白金唱片」認證，成為GOT7第五張白金唱片。5月31日，GOT7第二張正規專輯主打歌《Hard Carry》MV觀看次數突破一億，成為GOT7第六支破億MV。

### 2020下半年：正規四輯《Breath of Love: Last Piece》
連續兩年榮獲《亞洲明星盛典》表演大賞、正規四輯首度登上美國iTunes雙榜冠軍
11月8日，官方宣佈將於11月30日攜第四張正規專輯《Breath of LOVE : Last Piece》正式回歸的消息，並率先於11月23日發佈先行曲《Breath》，是GOT7時隔7個月的回歸。11月22日，GOT7第十張迷你專輯主打歌《You Calling My Name》MV觀看次數突破一億，成為GOT7第七支破億MV。11月28日，GOT7出席第5屆《亞洲明星盛典》頒獎典禮（Asia Artist Awards，簡稱AAA），連續兩年獲得「AAA大賞─年度表演獎」。11月30日韓國時間晚上6時，正規四輯《Breath of Love: Last Piece》全專音源及主打歌《LAST PIECE》MV正式公開，專輯發行當天，音源便登上韓國Genie、Soribada實時榜一位，並首次登上美國iTunes專輯榜、單曲榜冠軍，成為K-POP第二組同時在美國iTunes專輯榜及單曲榜登頂的男子團體。音源發行後，不僅成為韓國Genie日榜冠軍，更席捲海外97個音樂榜單。12月6日，於Mnet亞洲音樂大獎（MAMA）獲頒「Worldwide Fans' Choice Top 10」，12月12日出席韓國The Fact Music Awards（TMA）頒獎典禮，獲得「年度藝人」獎項肯定。

### 2021年：全員不續約，團體不解散，發行單曲《ENCORE》
《金唱片》本賞告別舞台，全員不續約
1月10日，GOT7憑著韓語迷你11輯《DYE》優異的銷售成績，獲頒第35屆金唱片大賞（Golden Disc Awards）專輯部門本賞，連續五年獲得金唱片大賞的本賞肯定，並以《NOT BY THE MOON》及《Breath (넌 날 숨 쉬게 해）》兩首歌曲完成告別舞台。 1月11日，JYP娛樂宣布GOT7全員的合約將於1月19日屆滿，而全員不會續約。JYP娛樂方面表示：「雙方為了祈願新的未來，在協議下決定不續約。雖然雙方的緣份已結束，但JYP娛樂會衷心為GOT7成員未來的發展應援。」2月11日，韓語正規四輯《Breath of Love : Last Piece》獲得Gaon專輯榜「白金唱片」認證，成為GOT7第六張白金唱片。
驚喜發行新曲《ENCORE》
在約滿不續的一個月後，2月19日，成員在各自在個人Instagram限時動態上發出一個英文字母，將字母合拼後會出「ENCORE💚」字樣，預告他們將會攜帶新曲《ENCORE》突襲回歸。韓國時間20號0時，成員在新開設的GOT7 YouTube頻道上公開MV預告，並宣佈在韓國時間下午6時會公開新曲音源和MV。2月20日韓國時間晚上6時，《ENCORE》音源及MV正式公開，由韓國華納音樂負責發行，成員珍榮擔任詞曲創作、Mark擔任MV監製，當天音源空降韓國Genie實時榜一位、Melon「最新24Hits」及Bugs實時排行榜上游，並登上iTunes美國、世界、歐洲等海外超過54個國家和地區冠軍，再次打破自身記錄，並成為2021年第一組在美國iTunes歌曲榜登頂的KPOP團體。其後成員各自進行個人活動。

### 2022年：迷你十二輯《GOT7》
完整體回歸，發行《GOT7》同名EP，舉行演唱會
4月22日，據韓媒獨家消息指GOT7睽違一年半後，將於5月以完整體回歸，隨後BamBam在個人SNS發文「7」，確認消息。5月6日，下午6時，公開官方新Twitter、Instagram和TikTok帳戶，以及新Logo。同日韓國華納音樂官網更新旗下藝人信息，宣布與GOT7正式簽約。官方其後宣佈將於5月23日韓國時間下午6時攜同名迷你實體專輯《GOT7》回歸，并在5月21至22日重回2016年首次開唱的SK奧林匹克手球競技場舉行演唱會「GOT7 2022 FANCON 'HOMECOMING with I GOT 7'」。5月12日，根據韓國智慧財產局商標查詢結果，GOT7團體名稱的商標權正式由JYP娛樂轉讓給GOT7所有成員，寫下K-POP團體和平轉讓商標權的罕見案例。5月18日，GOT7第一張迷你專輯主打歌《Girls Girls Girls》MV觀看次數突破一億，成為GOT7第八支破億MV。5月23日，主打歌《NANANA》MV因CG問題，延遲1小時，改於晚上7時公開MV，全輯音源則如期於下午6時公開。專輯發行一天內，音源登上韓國Genie實時榜一位，並在日本、意大利、澳大利亞、新西蘭、泰國、新加坡等全球98個國家和地區的iTunes專輯榜成為冠軍，GOT7成為K-POP史上第二組在超過90個國家和地區iTunes專輯榜登頂的藝人。首日實體專輯銷量在Hanteo專輯榜上達到191,730張，再次刷新自身首日銷量紀錄。 10月6日，GOT7第六張迷你專輯主打歌《Never Ever》 MV觀看次數突破二億，成為GOT7第三支破二億MV。

### 2024-2025年：迷你十三輯《WINTER HEPTAGON》
時隔三年完整體回歸，十一週年發行迷你十三輯《WINTER HEPTAGON》，舉行演唱會
2024年12月19日，成員個人和團體官方平台宣布GOT7將於2025年1月20日韓國時間下午6時時隔三年完整體回歸，回歸日期為首張迷你專輯《Got it?》發行十一週年。12月20日，Kakao娛樂宣布與GOT7本次回歸合作，並公開專輯將攜迷你十三輯《WINTER HEPTAGON》回歸。12月27日，據韓媒獨家報導GOT7將於2月1日、2日舉行演唱會。
2025年1月7日，官方宣布從JYP娛樂取回先前所沿用之Instagram（@got7.with.igot7）及X官方帳號（@GOT7Official），並恢復沿用，2021年後所建立的Instagram帳號改為成員團體帳號。
1月13日，公開主打歌名為《PYTHON》。

## 成員
- 出處：[121][122]

| 藝名    | 藝名   | 藝名       | 本名            | 本名           | 本名               | 出生日期 / 出生地                     | 定位                   | 相關團體   | 相關團體 |
| 藝名    | 諺文   | 日文       | 漢字            | 諺文           | 羅馬拼音           | 出生日期 / 出生地                     | 定位                   | JJ Project | JUS2     |
| ------- | ------ | ---------- | --------------- | -------------- | ------------------ | ------------------------------------- | ---------------------- | ---------- | -------- |
| Mark    | 마크   | マーク     | 段宜恩          | 마크 이엔 투안 | Mark Yien Tuan     | 1993年9月4日 · 美国洛杉磯             | Rapper、極限武術、門面 |            |          |
| JAY B   | 제이비 | ジェイビー | 林在範          | 임재범         | Lim Jae-Beom       | 1994年1月6日 · 京畿道高陽市           | 主唱、領舞、隊長       |            |          |
| Jackson | 잭슨   | ジャクソン | 王嘉爾          | 왕가이         | Wang Jackson       | 1994年3月28日 · 英屬香港              | Rapper、極限武術       |            |          |
| 珍榮    | 진영   | ジニョン   | 朴珍榮          | 박진영         | Park Jin-Young     | 1994年9月22日 · 慶尚南道昌原市鎮海區  | 領唱、領舞             |            |          |
| 榮宰    | 영재   | ヨンジェ   | 崔榮宰          | 최영재         | Choi Young-Jae     | 1996年9月17日 · 全羅南道木浦市        | 主唱                   |            |          |
| BamBam  | 뱀뱀   | ベンベン   | 君比莫克·貝溫古 | 쿤피묵 부와쿨  | Kunpimook Bhuwakul | 1997年5月2日 · 泰國曼谷               | Rapper、領舞           |            |          |
| 有謙    | 유겸   | ユギョム   | 金有謙          | 김유겸         | Kim Yu-Gyeom       | 1997年11月17日 · 京畿道南楊州市茶山洞 | 主舞、副唱、忙內       |            |          |

### 韓國音樂著作權協會之登記編號
- （依年齡排序）[125][126]

| 成員    | 登記名稱                           | 登記編號 | 曲目列表 |
| ------- | ---------------------------------- | -------- | -------- |
| Mark    | 마크/MARK                          | 10010921 | [ 127 ]  |
| JAY B   | 임재범 / LIM JAE BEOM/ DEFSOUL(JB) | 10007952 | [ 128 ]  |
| Jackson | WANG JACKSON / 왕잭슨              | 10010096 | [ 129 ]  |
| 珍榮    | 박진영 / PARK JIN YOUNG /주니어    | 10008452 | [ 130 ]  |
| 榮宰    | ARS / 최영재                       | 10012292 | [ 131 ]  |
| BamBam  | 뱀뱀 / BAM BAM                     | 10017546 | [ 132 ]  |
| 有謙    | 김유겸 / KIM YU GYEOM              | 10012294 | [ 133 ]  |

## 團體側寫

### 團名由來
GOT7的寓意為「7個幸運的男人聚集在一起直到永遠」，團體問候語為：「Come and get it GOT7！大家好，我們是GOT7。」說這句話的同時比出手勢，大拇指加上食指及中指，同時形成7跟T的手勢。

### 歌迷名稱
官方粉絲名為「I GOT7」，於2014年5月9日正式公佈，意思是「歌迷們同時擁有了GOT7與幸運」。由於I GOT7的韓文發音縮語為Ah-Ga-Se，成員們也經常暱稱歌迷為「아가새」（發音為Ah-Ga-Se），是韓文「鳥寶寶」的意思，官方應援物為「綠色鳥狀手燈」。

## 音樂作品
只列出團體作品，成員個人作品請參閱該成員之維基頁面

| 韓語 正規專輯 Identify （2014年11月18日） FLIGHT LOG : TURBULENCE （2016年9月27日） Present : YOU （2018年9月17日） Breath of LOVE : Last Piece （2020年11月30日） 改版專輯 MAD Winter Edition （2015年11月23日） 7 for 7 Present Edition （2017年12月7日） <Present : YOU> &ME Edition （2018年12月3日） 迷你專輯 Got it? （2014年1月20日） GOT♡ （2014年6月23日） Just right （2015年7月13日） MAD （2015年9月29日） FLIGHT LOG : DEPARTURE （2016年3月21日） FLIGHT LOG : ARRIVAL （2017年3月13日） 7 for 7 （2017年10月10日） Eyes On You （2018年3月12日） SPINNING TOP : BETWEEN SECURITY & INSECURITY （2019年5月20日） Call My Name （2019年11月4日） DYE （2020年4月20日） GOT7 （2022年5月23日） WINTER HEPTAGON （2025年1月20日） 單曲 ENCORE (2021年2月20日） | 日語 正規專輯 翻天↑覆地 （2016年2月3日） 迷你專輯 Hey Yah （2016年11月16日） TURN UP （2017年11月15日） I WON'T LET YOU GO （2019年1月30日） LOVE LOOP （2019年7月31日） 改版專輯 LOVE LOOP ~Sing for U Special Edition~ （2019年12月18日） 單曲 AROUND THE WORLD （2014年10月22日） LOVE TRAIN （2015年6月10日） LAUGH LAUGH LAUGH （2015年9月23日） MY SWAGGER （2017年5月24日） THE New Era （2018年6月20日） |

## 影視作品

### 專屬綜藝節目
| 年份   | 日期                   | 平台                | 名稱                                                          | 集數        |
| ------ | ---------------------- | ------------------- | ------------------------------------------------------------- | ----------- |
| 2014年 | 1月22日-3月26日        | YouTube             | Real GOT7                                                     | 10          |
| 2014年 | 5月20日-7月22日        | SBS MTV、優酷土豆網 | I☆GOT7                                                        | 10          |
| 2014年 | 8月6日-10月8日         | Youtube             | Real GOT7 Season 2                                            | 10          |
| 2015年 | 5月26日-7月28日        | Youtube             | Real GOT7 Season 3                                            | 10          |
| 2015年 | 7月5日-9月26日         | 泰國PPTV            | The Fanclub                                                   | 13          |
| 2015年 | 7月22日-8月12日        | Youtube             | Feel So Goods                                                 | 4           |
| 2015年 | 8月6日-9月24日         | V LIVE              | Mission Clear                                                 | 7           |
| 2015年 | 10月5日-10月25日       | Facebook            | GOT2DAY                                                       | 21          |
| 2015年 | 10月6日-10月28日       | V LIVE              | I want you to do this                                         | 3           |
| 2016年 | 2月24日                | Facebook            | GOT1DAY                                                       | 1           |
| 2016年 | 3月23日-5月25日        | V LIVE              | GOT7ing                                                       | 10          |
| 2016年 | 4月6日-2018年3月21日   | NHK教育頻道         | 韓語講座(テレビでハングル講座)                                | 共兩季,89集 |
| 2016年 | 9月28日-11月7日        | V LIVE              | GOT2DAY 2016                                                  | 21          |
| 2016年 | 10月17日-12月21日      | M2、V LIVE          | GOT7的Hard Carry                                              | 10          |
| 2017年 | 3月2日-17日            | V LIVE CH+          | GOT7ing+                                                      | 3           |
| 2017年 | 4月13日-6月5日         | Youtube、V LIVE     | Real GOT7 Season 4                                            | 10          |
| 2017年 | 3月28日-7月5日         | V LIVE CH+          | GOTJacksonShow(갓잭슨쑈)                                      | 15          |
| 2017年 | 10月4日-10月24日       | V LIVE CH+          | GOT7ing+ : 7 for 7                                            | 4           |
| 2017年 | 10月11日-11月8日       | V LIVE、Youtube     | #3分鐘GOT7                                                    | 30          |
| 2017年 | 10月11日-11月8日       | V LIVE              | GOT2DAY 2017 Live                                             | 21          |
| 2017年 | 11月14日-11月28日      | M2、Mnet            | GOT7 的TMI 實驗室                                             | 3           |
| 2018年 | 1月12日- 8月16日       | V LIVE、Youtube     | GOT7:On the Scene                                             | 16          |
| 2018年 | 2月21日-3月14日        | MBC Music、V LIVE   | Working Eat Holiday in Jeju                                   | 4           |
| 2018年 | 9月17日                | M2、Mnet            | GOT7 COMEBACK SHOW                                            | 1           |
| 2018年 | 9月26日-10月24日       | M2、V LIVE          | GOT7的Hard Carry 2                                            | 5           |
| 2018年 | 10月30日- 11月15日     | Youtube             | GOT7 MONOGRAPH "Present : YOU"                                | 7           |
| 2019年 | 1月16日-2月13日        | XtvN、True4U        | GOT7 Real Thai                                                | 5           |
| 2019年 | 3月28日-4月25日        | Youtube             | [GOT7 TOURGRAPH] WORLD TOUR 'EYES ON YOU'                     | 7           |
| 2019年 | 5月26日-6月8日         | Youtube、V LIVE     | GOT7 MONOGRAPH "SPINNING TOP : BETWEEN SECURITY & INSECURITY" | 4           |
| 2019年 | 5月28日- 6月20日       | Youtube、V LIVE     | GOT7_PAGE                                                     | 22          |
| 2019年 | 6月17日- 8月2日        | STARK、U+ Idol Live | GOT7 of Golden Key                                            | 27          |
| 2019年 | 7月1日- 9月9日         | V LIVE、YouTube     | GOT2DAY 2019                                                  | 21          |
| 2019年 | 7月31日- 2020年1月29日 | V LIVE、YouTube     | GOT7 TOURLOG                                                  | 25          |
| 2019年 | 10月8日- 11月5日       | V LIVE、YouTube     | GOT7 MONOGRAPH "FAN FEST 2019 SEVEN SECRETS"                  | 8           |
| 2019年 | 11月13日- 11月27日     | M2、V LIVE          | GOT7的Hard Carry 2.5                                          | 3           |
| 2019年 | 11月9日- 2020年1月20日 | V LIVE、YouTube     | GOT7 HOTLINE                                                  | 23          |
| 2020年 | 2月14日- 現在          | V LIVE、YouTube     | GOT7 OFFLINE                                                  | 24          |
| 2020年 | 4月13日- 4月19日       | V LIVE              | EveryDATE                                                     | 7           |
| 2020年 | 4月19日- 5月14日       | V LIVE、Youtube     | GOT7 MONOGRAPH "DYE"                                          | 4           |
| 2020年 | 5月5日- 6月30日        | V LIVE、Youtube     | DYEARY                                                        | 9           |
| 2020年 | 12月1日- 12月19日      | V LIVE、Youtube     | GOT7 MONOGRAPH Breath of Love : Last Piece                    | 6           |
| 2020年 | 12月25日- 隔年1月8日   | V LIVE、Youtube     | GOT7 "Piece of GOT7"                                          | 3           |

## 寫真集
| 寫真集 # | 寫真集資料                                                                                          | 內容                                                                         |
| -------- | --------------------------------------------------------------------------------------------------- | ---------------------------------------------------------------------------- |
| 1st      | 《GOTCHA》1st Photo Book in Malaysia - 發行日期：2014年9月4日 - 語言：韓語 - 字幕：英文、中文、日文 | - DVD（1張）共收錄75分鐘 - 寫真書（200頁） - 團員寫真明信片（一組7款）       |
| 2nd      | GOT7 1st Japan Tour 2014 LIVE PHOTO BOOK - 發行日期：2014年12月19日 - 語言：日語                    | - B5大小/全彩印刷寫真書（96頁）                                              |
| 3rd      | 《GOTCHA》2nd Photo Book - PERFECT GETAWAY IN L.A. - 發行日期：2015年9月2日 - 語言：韓語            | - 寫真書（300頁） - 團員寫真明信片（一組8款） - 桌上型立牌、海報（首批限量） |
| 4th      | FLIGHT LOG: DEPARTURE GOT7 MONOGRAPH - 發行日期：2016年6月14日 - 語言：韓語 - 字幕：英文、中文      | - DVD（1張）共收錄65分鐘 - 寫真書（150頁） - 明信片（8張）                   |
| 5th      | FLIGHT LOG: TURBULENCE MONOGRAPH - 發行日期：2017年2月24日 - 語言：韓語 - 字幕：英文、韓文          | - DVD（1張）共收錄60分鐘 - 寫真書（152頁） - 明信片（7張）                   |
| 6th      | FLIGHT LOG:ARRIVAL MONOGRAPH - 發行日期：2017年11月29日 - 語言：韓語 - 字幕：英文                   | - DVD（1張）共收錄60分鐘 - 寫真書（150頁） - 明信片（7張）                   |

## 演唱會及其他演出

### Showcase
| 日期                                                      | Showcase站次             | 舉行地點                 |
| GOT7 出道 GarageShowcase                                  | GOT7 出道 GarageShowcase | GOT7 出道 GarageShowcase |
| --------------------------------------------------------- | ------------------------ | ------------------------ |
| 2014年1月15日                                             | 首爾站                   | 聖水洞大林倉庫           |
| GOT7 1st 日本ase 《1st Impact in Japan》                  |                          |                          |
| 2014年4月4日                                              | 東京站                   | 東京兩國國技館           |
| 2014年4月17日                                             | 大阪站                   | 大阪Zepp Namba           |
| GOT7 《GOT♡》回歸Showcase                                 |                          |                          |
| 2014年6月18日                                             | 首爾站                   | 廣津區廣莊洞AX-Korea     |
| GOT7 《 Identify》回歸Showcase                            |                          |                          |
| 2014年11月17日                                            | 首爾站                   | 廣津區廣莊洞AX-Korea     |
| GOT7 首場亞洲巡迴Showcase《GOT7 2015 Asia Tour Showcase》 |                          |                          |
| 2015年1月20日                                             | 台北站                   | 台北國際會議中心         |
| 2015年1月24日                                             | 上海站                   | 上海加空間               |
| 2015年1月31日                                             | 香港站                   | 亞洲國際博覽館           |
| GOT7 《MAD》回歸Showcase                                  |                          |                          |
| 2015年9月29日                                             | 首爾站                   | 江南 M STAGE             |
| GOT7 Flight Log: Arrival. The First Stage                 |                          |                          |
| 2017年3月13日                                             | 首爾站                   | East Gate Plaza of COEX  |
| GOT7 首場日本巡迴Showcase《MEET ME》                      |                          |                          |
| 2017年5月5-6日                                            | 大阪站                   | Zepp Namba               |
| 2017年5月11-12日                                          | 名古屋站                 | Zepp Nagoya              |
| 2017年5月13-14日                                          | 东京站                   | Zepp DiverCity Tokyo     |
| 2017年5月19日                                             | 札幌站                   | Zepp Sapporo             |
| 2017年5月21日                                             | 仙台站                   | TEAM SMILE・仙台PIT      |
| 2017年5月27日                                             | 福岡站                   | 福岡太陽宮               |
| GOT7 <7 for 7> Showcase with V LIVE                       |                          |                          |
| 2017年10月9日                                             | 首爾站                   | 慶熙大學和平殿堂         |
| GOT7 <CALL MY NAME> Showcase                              |                          |                          |
| 2019年11月4日                                             | 首爾站                   | 仁川 Paradise City       |

### 演唱會
| 日期                                                       | 演唱會站次                             | 舉行地點                                   |
| 首場日本巡迴演唱會《AROUND THE WORLD》                     | 首場日本巡迴演唱會《AROUND THE WORLD》 | 首場日本巡迴演唱會《AROUND THE WORLD》     |
| ---------------------------------------------------------- | -------------------------------------- | ------------------------------------------ |
| 2014年10月7-8日                                            | 大阪站                                 | Zepp Namba                                 |
| 2014年10月9日                                              | 福岡站                                 | Zepp Fukuoka                               |
| 2014年10月14-15日                                          | 東京站                                 | Zepp DiverCity（Tokyo）                    |
| 2014年10月21-22日                                          | 名古屋站                               | Zepp Nagoya                                |
| 2014年11月5-6日                                            | 千葉站                                 | 幕張展覽館                                 |
| 2014年12月24日                                             | 東京站                                 | 豊洲PIT                                    |
| 2016年日本巡迴演唱會《翻天↑覆地》                          |                                        |                                            |
| 2016年1月21日                                              | 札幌站                                 | Zepp Sapporo                               |
| 2016年1月28-30日                                           | 大阪站                                 | Zepp Namba                                 |
| 2016年2月4-5日                                             | 東京站                                 | Zepp DiverCity Tokyo                       |
| 2016年2月10日                                              | 福岡站                                 | Zepp Fukuoka                               |
| 2016年2月12-13日                                           | 名古屋站                               | Zepp Nagoya                                |
| 2016年2月27-28日                                           | 千葉站                                 | 幕張展覽館                                 |
| 2016 GOT7 1st CONCERT “FLY”世界巡迴演唱會                  |                                        |                                            |
| 2016年4月29-30日                                           | 首爾站                                 | 奥林匹克公園 SK奥林匹克手球館              |
| 2016年5月8日                                               | 上海站                                 | 上海體育馆                                 |
| 2016年5月14-15日                                           | 大阪站                                 | 大阪國際會議場                             |
| 2016年6月1-2日                                             | 東京站                                 | NHK大廳                                    |
| 2016年6月11-12日                                           | 曼谷站                                 | Impact Arena, Muang Thong Thani            |
| 2016年6月18日                                              | 廣州站                                 | 廣州天河體育館                             |
| 2016年6月24日                                              | 新加坡站                               | 新達城新加坡國際會議展覽中心               |
| 2016年7月1日                                               | 達拉斯站                               | Verizon Theatre at Grand Prarie            |
| 2016年7月3日                                               | 芝加哥站                               | Rosemont Theatre                           |
| 2016年7月5-6日                                             | 紐約站                                 | PlayStation Theater                        |
| 2016年7月8日                                               | 亞特蘭大站                             | Cobb Energy Performing Arts Centre         |
| 2016年7月10-11日                                           | 洛杉磯站                               | The Novo                                   |
| 2016年7月30日                                              | 香港站                                 | 亞洲國際博覽館                             |
| 2016 GOT7 1ST CONCERT FLY IN SEOUL - FINAL安可演唱會       |                                        |                                            |
| 2016年8月20-21日                                           | 首爾站                                 | 高麗大學化汀體育館                         |
| GOT7首場泰國巡迴演唱會 GOT7 Thailand Tour 2017「NESTIVAL」 |                                        |                                            |
| 2017年6月3日                                               | 呵叻站                                 | MCC大廳                                    |
| 2017年6月4日                                               | 清邁站                                 | 清邁國際會展中心                           |
| 2017年6月17-18日                                           | 曼谷站                                 | Impact Arena, Muang Thong Thani            |
| 2017年6月20日                                              | 普吉島站                               | SAPHAN HIN STADIUM                         |
| GOT7 ARENA SPECIAL 2017 “MY SWAGGER”                       |                                        |                                            |
| 2017年6月24-25日                                           | 東京站                                 | 國立代代木競技場第一體育館                 |
| GOT7 Japan Tour 2017 "TURN UP"                             |                                        |                                            |
| 2017年11月3日                                              | 札幌站                                 | Zepp Sapporo                               |
| 2017年11月11-12日                                          | 福岡站                                 | 福岡太陽宮                                 |
| 2017年11月16-18日                                          | 東京站                                 | Zepp DiverCity Tokyo                       |
| 2017年11月21-22日                                          | 名古屋站                               | Zepp Nagoya                                |
| 2017年11月24-26日                                          | 大阪站                                 | Zepp Namba                                 |
| GOT7 Japan Tour 2017 "TURN UP" TOUR FINAL                  |                                        |                                            |
| 2017年12月21-22日                                          | 東京站                                 | 日本武道館                                 |
| GOT7 2018 World Tour “Eyes On You”世界巡迴演唱會           |                                        |                                            |
| 2018年5月4-6日                                             | 首爾站                                 | 蠶室室內體育館                             |
| 2018年5月11-13日                                           | 曼谷站                                 | Impact Arena, Muang Thong Thani            |
| 2018年6月2日                                               | 澳門站                                 | 澳門東亞運動會體育館                       |
| 2018年6月6日                                               | 莫斯科站                               | Adrenaline Stadium                         |
| 2018年6月8日                                               | 柏林站                                 | Velodrom                                   |
| 2018年6月10日                                              | 巴黎站                                 | Le Zenith                                  |
| 2018年6月16日                                              | 台北站                                 | 新北市工商展覽中心                         |
| 2018年6月30日                                              | 雅加達站                               | Indonesia Convention Exhibition            |
| 2018年7月3日                                               | 多倫多站                               | 豐業銀行體育館                             |
| 2018年7月6日                                               | 洛杉磯站                               | 論壇體育館                                 |
| 2018年7月8日                                               | 休斯顿站                               | NRG Arena                                  |
| 2018年7月11日                                              | 紐約站                                 | 巴克萊中心                                 |
| 2018年7月13日                                              | 墨西哥城站                             | Palacio De Los Deportes                    |
| 2018年7月15日                                              | 布宜諾斯艾利斯站                       | Directv Arena                              |
| 2018年7月17日                                              | 聖地亞哥站                             | Movistar Arena                             |
| 2018年8月4日                                               | 新加坡站                               | ZEPP@BigBox                                |
| 2018年8月24日                                              | 香港站                                 | 亞洲國際博覽館                             |
| GOT7 ARENA SPECIAL 2018-2019 "Road 2 U"                    |                                        |                                            |
| 2018年12月18-19日                                          | 東京站                                 | 日本武道館                                 |
| 2019年2月2-3日                                             | 神戶站                                 | 神戶世界紀念館                             |
| GOT7 Japan Tour 2019 "Our Loop"                            |                                        |                                            |
| 2019年7月30-31日                                           | 千葉站                                 | 幕張展覽館                                 |
| 2019年8月3-4日                                             | 神戶站                                 | 神戶世界紀念館                             |
| 2019年8月6日                                               | 名古屋站                               | 名古屋國際會議場世紀廳                     |
| 2019年8月17-18日                                           | 福岡站                                 | 福岡太陽宮                                 |
| GOT7 2019-2020 World Tour “KEEP SPINNING”世界巡迴演唱會    |                                        |                                            |
| 2019年6月15-16日                                           | 首爾站                                 | 首爾奧林匹克體操競技場                     |
| 2019年6月27日                                              | 紐華克站                               | Prudential Center                          |
| 2019年6月30日                                              | 多倫多站                               | 豐業銀行體育館                             |
| 2019年7月3日                                               | 達拉斯站                               | 美國航空中心                               |
| 2019年7月6日                                               | 洛杉磯站                               | 論壇體育館                                 |
| 2019年7月10日                                              | 奧克蘭站                               | 甲骨文體育館                               |
| 2019年7月13日                                              | 墨西哥城站                             | Palacio De Los Deportes                    |
| 2019年7月16日                                              | 聖地亞哥站                             | Movistar Arena                             |
| 2019年8月22日                                              | 雪梨站                                 | 庫多斯銀行體育館                           |
| 2019年8月25日                                              | 墨爾本站                               | 羅德·拉沃競技場                            |
| 2019年8月31日-9月1日                                       | 香港站                                 | 亞洲國際博覽館                             |
| 2019年10月8日                                              | 阿姆斯特丹站                           | Ziggo Dome                                 |
| 2019年10月11日                                             | 倫敦站                                 | 溫布利體育館                               |
| 2019年10月13日                                             | 柏林站                                 | Mercedes-Benz Arena （页面存档备份，存于） |
| 2019年10月16日                                             | 馬德里站                               | 馬德里自治區體育中心                       |
| 2019年10月19日                                             | 巴黎站                                 | 巴黎貝爾西體育館                           |
| 2019年10月26日                                             | 馬尼拉站                               | 亞洲購物中心體育館                         |
| 2020年2月15-16日                                           | 曼谷站                                 | 拉加曼加拉體育場                           |
| 2020年2月22日                                              | 新加坡站                               | 新加坡室內體育館                           |
| 2020年2月29日                                              | 澳門站                                 | 金光綜藝館                                 |
| 2020年3月7日                                               | 吉隆坡站                               | 亚通體育館                                 |
| 2020年3月28日                                              | 台北站                                 | 國立體育大學綜合體育館                     |
| GOT7 "NESTFEST"                                            |                                        |                                            |
| 2025年1月31日-2月2日                                       | 首爾站                                 | 奧林匹克公園 SK奧林匹克手球館              |
| 2025年5月2-3日                                             | 曼谷站                                 | 拉加曼加拉體育場                           |

### 見面會
| 日期                                                                | 見面會站次                 | 舉行地點                                                  |
| 韓國首場粉絲見面會《365+》                                          | 韓國首場粉絲見面會《365+》 | 韓國首場粉絲見面會《365+》                                |
| ------------------------------------------------------------------- | -------------------------- | --------------------------------------------------------- |
| 2015年1月17日                                                       | 首爾站                     | 首爾奧林匹克公園                                          |
| 首場亞洲粉絲派对《GOT7 1st Fan Party – White Day ★ First Date》     |                            |                                                           |
| 2015年3月14-15日                                                    | 泰國站                     | Thunder Dome, Muang Thong Thani                           |
| 首場亞洲粉絲見面會《GOT7 1st Fan Meeting Asia Tour》                |                            |                                                           |
| 2015年3月21日                                                       | 馬來西亞站                 | KL Live, Life Center                                      |
| 2015年4月25日                                                       | 新加坡站                   | 嘉龍劇院                                                  |
| 美國首場粉絲見面會《GOT7 First Fan Meeting In USA》                 |                            |                                                           |
| 2015年5月6日                                                        | 舊金山站                   | The Warfield                                              |
| 2015年5月8日                                                        | 芝加哥站                   | Riviera Theatre                                           |
| 2015年5月10日                                                       | 達拉斯站                   | Verizon Theatre                                           |
| 日本首場粉絲見面會《GOT7 1st Fan Meeting in Japan "LOVE TRAIN"》    |                            |                                                           |
| 2015年6月6-7日                                                      | 千葉站                     | 舞濱圓形劇場                                              |
| 2015年6月10日                                                       | 大阪站                     | 大阪ORIX劇場                                              |
| 《The Fanclub Fan Meeting with GOT7 in Thailand》                   |                            |                                                           |
| 2015年7月11日                                                       | 泰國站                     | Royal Paragon Hall                                        |
| 粉絲見面會 《GOT7 Fan Meeting》                                     |                            |                                                           |
| 2015年10月31日                                                      | 廣州站                     | 中山紀念堂                                                |
| 2015年11月14日                                                      | 菲律賓站                   | Smart Araneta Coliseum                                    |
| 2015年11月28日                                                      | 印尼站                     | THE KASABLANKA Kota Kasablanka                            |
| 2015年12月6日                                                       | 新加坡站                   | 濱海灣金沙會議展覽中心                                    |
| 2015年12月12日                                                      | 上海站                     | 虹橋天地演藝中心                                          |
| 韓國第二次粉絲見面會《AMAZING GOT7 WORLD》                          |                            |                                                           |
| 2016年1月16日                                                       | 首爾站                     | 首爾奧林匹克公園                                          |
| GOT7 “FLIGHT LOG: TURBULENCE”FAN-MEETING                            |                            |                                                           |
| 2016年11月11日                                                      | 溫哥華站                   | Queen Elizabeth Theatre                                   |
| 2016年11月13日                                                      | 多倫多站                   | Massey Hall                                               |
| 2016年11月19日                                                      | 横浜站                     | Pacifico Yokahama National BigHall                        |
| 2016年11月27日                                                      | 大阪站                     | Grand Cube Osaka                                          |
| 2016年12月4日                                                       | 馬來西亞站                 | Mega Star Arena                                           |
| 2016年12月11日                                                      | 新加坡站                   | Megabox Convention Centre                                 |
| 2016年12月21日                                                      | 宿霧站                     | Pacific Grand Ballroom                                    |
| 2016年12月23日                                                      | 馬尼拉站                   | Kia Theater Araneta Center                                |
| 2017年1月6日                                                        | 台北站                     | 台北國際會議中心                                          |
| 2017年1月15日                                                       | 澳門站                     | 新濠影匯綜藝館                                            |
| 2017年1月21日                                                       | 邁阿密站                   | The Fillmore Miami Beach                                  |
| 2017年1月22日                                                       | 華盛頓站                   | Echostage                                                 |
| 2017年1月25日                                                       | 芝加哥站                   | Rosemont Theatre                                          |
| 2017年1月27日                                                       | 休士頓站                   | Revention Music Center                                    |
| 2017年1月29日                                                       | 洛杉磯站                   | Pasadena Civic Auditorium                                 |
| 2017年2月18日                                                       | 印尼站                     | The Kasablanka Hall                                       |
| GOT7♥I GOT7 3RD FAN MEETING 《月光下的我們》                        |                            |                                                           |
| 2017年2月5日                                                        | 首爾站                     | 蠶室體育館                                                |
| GOT7 MINI FAN MEETING                                               |                            |                                                           |
| 2017年4月9日                                                        | 首爾站                     | 廣津區環球藝術中心                                        |
| GOT7 GLOBAL FAN MEETING                                             |                            |                                                           |
| 2017年4月20日                                                       | 悉尼站                     | Luna Park, Big Top                                        |
| 2017年4月21日                                                       | 布里斯班站                 | Royal International Convention Centre                     |
| 2017年4月23日                                                       | 墨爾本站                   | The Plenary, Melbourne (MCEC)                             |
| 2017年4月24日                                                       | 珀斯站                     | Riverside Theatre, Perth Exhibition and Convention Centre |
| 2017年7月1日                                                        | 香港站                     | Asia World Expo Arena                                     |
| GOT7 ♥ I GOT7 MINI FANMEETING <YOU ARE MY BABY BIRD>                |                            |                                                           |
| 2017年10月21日                                                      | 首爾站                     | Woori Financial Art Hall                                  |
| GOT7 ♥ I GOT7 4TH FAN MEETING "아가새 연구론(I GOT7 RESEARCH)"      |                            |                                                           |
| 2018年2月3-4日                                                      | 首爾站                     | 慶熙大學和平殿堂                                          |
| GOT7 Japan Fan Connecting Hall Tour 2018 "THE New Era"              |                            |                                                           |
| 2018年5月15日                                                       | 福岡站                     | 福岡太陽宮                                                |
| 2018年5月17-18日                                                    | 大阪站                     | 大阪ORIX劇場                                              |
| 2018年5月26日                                                       | 廣島站                     | 廣島文化學園HBG大廳                                       |
| 2018年5月28日                                                       | 名古屋站                   | 名古屋國際會議場世紀廳                                    |
| 2018年6月18-20日                                                    | 東京站                     | 東京中野太陽廣場大廳                                      |
| 2018年6月23日                                                       | 仙台站                     | 仙台太陽廣場大廳                                          |
| GOT7 NESTIVAL 2018 IN BANGKOK                                       |                            |                                                           |
| 2018年12月21-23日                                                   | 曼谷站                     | Bitec Hall 98-99                                          |
| GOT7 ♥ I GOT7 5TH FAN MEETING "FLY GOT7"                            |                            |                                                           |
| 2019年1月5-6日                                                      | 首爾站                     | 蠶室體育館                                                |
| GOT7 FAN FEST 2019 "SEVEN SECRETS" IN BANGKOK                       |                            |                                                           |
| 2019年9月5-8日                                                      | 曼谷站                     | Union Hall 2, Union Mall                                  |
| GOT7 ♥ I GOT7 6TH FAN MEETING "ONCE UPON A TIME 我們愛過的那個冬季" |                            |                                                           |
| 2020年3月14日                                                       | 首爾站                     | 高麗大學化汀體育館                                        |
| GOT7 2022 FANCON 'HOMECOMING with I GOT 7'                          |                            |                                                           |
| 2022年5月21-22日                                                    | 首爾站                     | 奥林匹克公園 SK奥林匹克手球館                             |

### JYP Nation
| 日期                          | 演唱會站次                | 舉行地點                       |
| JYP NATION 2014 "ONE MIC"     | JYP NATION 2014 "ONE MIC" | JYP NATION 2014 "ONE MIC"      |
| ----------------------------- | ------------------------- | ------------------------------ |
| 2014年8月9-10日               | 首爾站                    | 首爾蠶室體育館                 |
| 2014年8月30日                 | 香港站                    | 亞洲國際博覽館                 |
| 2014年9月5-7日                | 東京站                    | 國立代代木競技場第一體育館     |
| 2014年12月13日                | 曼谷站                    | Impact Arena Muang Thong Thani |
| JYP NATION 2016 "MIX & MATCH" |                           |                                |
| 2016年8月6-7日                | 首爾站                    | 首爾蠶室體育館                 |
| 2016年9月2-4日                | 東京站                    | 國立代代木競技場第一體育館     |

### 其他大型演唱會
| 年份   | 日期          | 演唱會名稱                                   | 舉行地點                                |
| ------ | ------------- | -------------------------------------------- | --------------------------------------- |
| 2014年 | 4月2日        | 《M!Countdown No.1 Artist of Spring》演唱會  | 橫濱體育館                              |
| 2014年 | 6月7日        | 第20屆我愛你，大韓民國2014夢想演唱會         | 首爾世界盃競技場                        |
| 2014年 | 8月23日       | 泰國《2014 Tofu音樂節》演唱會                | Impact Arena,Muang Thong Thani          |
| 2014年 | 9月28日       | 慶州2014 韓流夢想演唱會                      | 慶州市民體育場                          |
| 2014年 | 11月8日       | 三星《MILK Music Live Station》演唱會        | 首爾奧林匹克公園                        |
| 2014年 | 11月9日       | 第19屆《樂天免稅店家族演唱會》               | 首爾奧林匹克公園                        |
| 2014年 | 12月21日      | 《2014 SBS歌謠大戰》                         | 首爾江南區三成洞COEX Mall D館           |
| 2014年 | 12月28日      | 第6屆菲律賓《Kpop Convention》演唱會         | 帕賽市SMX Convention Center Halls       |
| 2014年 | 12月31日      | 《2014 MBC歌謠大祭典》                       | 韓國MBC一山夢想中心、 MBC 上岩洞 新社屋 |
| 2015年 | 3月24日       | On Dream School Event演唱會                  | 金堤體育館                              |
| 2015年 | 3月28日       | Music Bank in Vietnam                        | 河內美亭國家體育場                      |
| 2015年 | 4月22日       | 《KCON 2015 Japan x MCOUNTDOWN》演唱會       | 埼玉超級競技場                          |
| 2015年 | 5月2日        | 第13屆《Korea Times Music Festival》演唱會   | 洛杉磯好萊塢露天劇場                    |
| 2015年 | 5月16日       | 2018平昌冬季奧林匹克G-1000慶祝公演           | 春川站前廣場                            |
| 2015年 | 5月23日       | 第21屆我愛你，大韓民國2015夢想演唱會         | 首爾世界盃競技場                        |
| 2015年 | 8月1日        | 《KCON 2015 USA - Los Angeles》演唱會        | 洛杉磯史坦波中心                        |
| 2015年 | 8月4日        | 《2015 Summer K-POP Festival》演唱會         | 首爾市廳廣場                            |
| 2015年 | 9月6日        | 第9屆Seoul Girls Collection Super Live       | 高陽市韓國國際展覽中心                  |
| 2015年 | 9月20日       | 慶州2015 韓流夢想演唱會                      | 慶州市民體育場                          |
| 2015年 | 10月9日       | 《2015 One K Concert》演唱會                 | 首爾世界盃競技場                        |
| 2015年 | 10月11日      | 《2015 Asia Song Festival》演唱會            | 釜山亞運會主競技場                      |
| 2015年 | 12月2日       | 《2015 MAMA亞洲音樂頒獎典禮》                | 香港亞洲國際博覽館                      |
| 2015年 | 12月27日      | 《2015 SBS歌謠大戰》                         | 首爾江南區三成洞COEX Mall D館           |
| 2015年 | 12月30日      | 《2015 KBS歌謠大祝祭》                       | 首爾九老區高尺巨蛋                      |
| 2015年 | 12月31日      | 《2015 MBC歌謠大祭典》                       | 韓國MBC一山夢想中心                     |
| 2016年 | 5月21日－22日 | 《Toronto Kpop Con 2016》演唱會              | 多倫多會議中心                          |
| 2016年 | 9月24日       | Seoul Girls Collection K-POP Concert         | 高麗大學化汀體育館                      |
| 2016年 | 9月24日       | 2016仁川韓流演唱會                           | 仁川文鶴競技場                          |
| 2016年 | 10月1日       | 2016 DMC Festival                            | MBC上岩文化廣場                         |
| 2016年 | 10月30日      | KBS青年演唱會                                |                                         |
| 2016年 | 12月2日       | 《2016 MAMA亞洲音樂頒獎典禮》                | 香港亞洲國際博覽館                      |
| 2016年 | 12月26日      | 《2016 SBS歌謠大戰》                         | 首爾江南區三成洞COEX                    |
| 2016年 | 12月29日      | 《2016 KBS歌謠大祝祭》                       | 首爾汝矣島KBS HALL                      |
| 2016年 | 12月31日      | 《2016 MBC歌謠大祭典》                       | 首爾MBC夢想中心                         |
| 2017年 | 1月7日        | Zing Music Space 2016                        | 越南富壽體育館                          |
| 2017年 | 1月14日       | 第31屆金唱片大賞                             | 京畿道一山KINTEX 第7、8廳               |
| 2017年 | 1月19日       | 第26屆首爾歌謠大賞                           | 首爾蠶室體育館                          |
| 2017年 | 2月22日       | 第6屆《Gaon Chart K-POP大獎》                | 首爾蠶室體育館                          |
| 2017年 | 3月18日       | 第12屆《首爾女子系列SGC超級音樂會》          | 高麗大學化汀體育館                      |
| 2017年 | 8月20日       | KCON 2017 LA                                 | LA Convention Center Petree Hall        |
| 2017年 | 10月14日      | 韓越建交25周年友情Show                       | 安山湖公園中心廣場                      |
| 2017年 | 10月22日      | 釜山音樂節2017                               | 釜山亞運會主競技場                      |
| 2017年 | 10月28日      | 平昌音樂祭典                                 | Phoenix平昌戶外舞台                     |
| 2017年 | 12月1日       | 《2017 MAMA亞洲音樂頒獎典禮》                | 香港亞洲國際博覽館                      |
| 2017年 | 12月25日      | 《2017 SBS歌謠大戰》                         | 首爾九老區高尺巨蛋                      |
| 2017年 | 12月31日      | 《2017 MBC歌謠大祭典》                       | 韓國MBC一山夢想中心                     |
| 2018年 | 1月11日       | 第32屆金唱片大賞                             | 京畿道一山KINTEX 第5廳                  |
| 2018年 | 1月25日       | 第27屆首爾歌謠大賞                           | 首爾九老區高尺巨蛋                      |
| 2018年 | 2月14日       | 第7屆《Gaon Chart K-POP大獎》                | 首爾蠶室體育館                          |
| 2018年 | 9月30日       | KCON 2018 THAILAND                           | Impact Arena, Muang Thong Thani         |
| 2018年 | 11月16日      | "PEPSI CONCERT" 百事可樂演唱會               | 蠶室學生體育館                          |
| 2018年 | 11月28日      | 第3屆《亞洲明星盛典 Asia Artist Award》      | 仁川南洞體育館                          |
| 2018年 | 12月12日      | 《2018 MAMA亞洲音樂頒獎典禮-日本站》         | 日本埼玉超級體育館                      |
| 2018年 | 12月14日      | 《2018 MAMA亞洲音樂頒獎典禮-香港站》         | 香港亞洲國際博覽館                      |
| 2018年 | 12月25日      | 《2018 SBS歌謠大戰》                         | 首爾九老區高尺巨蛋                      |
| 2018年 | 12月28日      | 《2018 KBS歌謠大祝祭》                       | 首爾汝矣島KBS電視台音樂廳               |
| 2018年 | 12月31日      | 《2018 MBC歌謠大祭典》                       | 韓國MBC一山夢想中心                     |
| 2019年 | 1月6日        | 第33屆金唱片大賞                             | 首爾高尺天空巨蛋                        |
| 2019年 | 9月28日       | KCON 2019 THAILAND                           | Impact Arena, Muang Thong Thani         |
| 2019年 | 11月16日      | V HEARTBEAT 2019 VLIVE AWARDS                | 首爾高尺天空巨蛋                        |
| 2019年 | 11月26日      | 第4屆《亞洲明星盛典 Asia Artist Award》      | 越南美亭國家體育場                      |
| 2019年 | 12月4日       | 《2019 MAMA亞洲音樂頒獎典禮》                | 日本名古屋巨蛋                          |
| 2019年 | 12月25日      | 《2019 SBS歌謠大戰》                         | 首爾高尺天空巨蛋                        |
| 2019年 | 12月27日      | 《2019 KBS歌謠大祝祭》                       | 京畿道一山KINTEX                        |
| 2019年 | 12月31日      | 《2019 MBC歌謠大祭典》                       | 韓國MBC一山夢想中心                     |
| 2020年 | 1月5日        | 第34屆金唱片大賞                             | 首爾高尺天空巨蛋                        |
| 2020年 | 11月28日      | 第5屆《亞洲明星盛典 Asia Artist Award》      | 首爾奧林匹克劇院                        |
| 2020年 | 12月6日       | 《2020 MAMA亞洲音樂頒獎典禮》                | CJ ENM Contents World                   |
| 2020年 | 12月12日      | 《2020 THE FACT MUSIC AWARDS》               |                                         |
| 2020年 | 12月18日      | 《2020 KBS歌謠大祝祭》                       |                                         |
| 2020年 | 12月25日      | 《2020 SBS歌謠大戰 The Wonder Year in 大邱》 |                                         |
| 2020年 | 12月31日      | 《2020 MBC 歌謠大祭典：THE MOMENT》          |                                         |
| 2021年 | 1月10日       | 第35屆金唱片大賞                             |                                         |

## 獎項
奖项与提名

### 韓國主要音樂節目排行榜
| 排行榜最高名次 | 排行榜最高名次 | 排行榜最高名次        | 排行榜最高名次      | 排行榜最高名次         | 排行榜最高名次   | 排行榜最高名次              | 排行榜最高名次       | 排行榜最高名次 | 排行榜最高名次 |
| 專輯 | 歌曲 | Mnet 《M! Countdown》 | KBS2 《Music Bank》 | MBC 《Show! 音樂中心》 | SBS 《人氣歌謠》 | MBC MUSIC 《Show Champion》 | SBS MTV 《THE SHOW》 | 冠軍 次數      | 備註           |
| 2014年 | 2014年 | 2014年                | 2014年              | 2014年                 | 2014年           | 2014年                      | 2014年               | 2014年         | 2014年         |
| --- | --- | --------------------- | ------------------- | ---------------------- | ---------------- | --------------------------- | -------------------- | -------------- | -------------- |
| Got it? | Girls Girls Girls | 9                     | 15                  | 19                     | 11               | 13                          |                      | 0              | 出道           |
| GOT♡ | A | 5                     | 8                   | 6                      | 6                | 11                          |                      | 0              |                |
| Identify | Stop Stop It | 4                     | 6                   | 6                      | 12               | 18                          | 3                    | 0              |                |
| 2015年 | |                       |                     |                        |                  |                             |                      |                |                |
| Just right | Just right | 5                     | 13                  | 9                      | 5                | 16                          | 2                    | 0              |                |
| MAD | If You Do | 2                     | 4                   | 4                      | 2                | 17                          | [1]                  | 3              | 第一個三連冠   |
| MAD Winter Edition | Confession Song | /                     | 20                  |                        | 2                | /                           | /                    | 0              | 後續曲未打歌   |
| 2016年 | |                       |                     |                        |                  |                             |                      |                |                |
| FLIGHT LOG : DEPARTURE | Fly | 1                     | 1                   | (HOT3)                 | 1                | 1                           | (1)                  | 6              | 五台冠軍歌     |
| FLIGHT LOG : DEPARTURE | Home Run | 6                     | 12                  | (HOT3)                 | 41               | 8                           | 9                    | 0              |                |
| FLIGHT LOG : TURBULENCE | Hard Carry | 1                     | 1                   | [HOT3]                 | 1                | 1                           | 1                    | 5              | 五台冠軍歌     |
| 2017年 | |                       |                     |                        |                  |                             |                      |                |                |
| FLIGHT LOG : ARRIVAL | Never Ever | 1                     | 1                   |                        | 3                | 1                           | 1                    | 4              | 四台冠軍歌     |
| 7 for 7 | You Are | 2                     | 2                   | 2                      | 2                | 4                           | 2                    | 0              |                |
| 2018年 | |                       |                     |                        |                  |                             |                      |                |                |
| Eyes On You | LOOK | 2                     | 1                   | 10                     | 2                | 4                           | 5                    | 1              |                |
| Eyes On You | One And Only You (Feat.孝琳) | /                     | 19                  | 15                     | /                | /                           | 8                    | 0              | 先行曲未打歌   |
| Present : YOU | Lullaby | (1)                   | (1)                 | 1                      | 1                | (1)                         | 1                    | 8              | 六台冠軍歌     |
| <Present : YOU> &ME Edition | MiRACLE | 1                     | 1                   | 10                     | 4                | 2                           | 1                    | 3              | 三台冠軍歌     |
| 2019年 | |                       |                     |                        |                  |                             |                      |                |                |
| SPINNING TOP : BETWEEN SECURITY & INSECURITY | ECLIPSE | 1                     | 1                   | 9                      | 1                | 3                           | 未出演不排名         | 3              | 三台冠軍歌     |
| Call My Name | 니가 부르는 나의 이름 (You Calling My Name) | 1                     | 1                   | 5                      | 1                | 年末例行停播                | 未出演不排名         | 2              |                |
| 2020年 | |                       |                     |                        |                  |                             |                      |                |                |
| DYE | NOT BY THE MOON | 1                     | 1                   | 4                      | 2                | 1                           | 未出演不排名         | 3              | 三台冠軍歌     |
| Breath of LOVE : Last Piece | LAST PIECE | 1                     | 5                   | 8                      | 2                | 年末例行停播                | 未出演不排名         | 0              |                |
| Breath of LOVE : Last Piece | Breath (넌 날 숨 쉬게 해) | /                     | /                   | 29                     | /                | 年末例行停播                | 未出演不排名         | 0              | 先行曲未打歌   |
| 2022年 | |                       |                     |                        |                  |                             |                      |                |                |
| GOT7 | NANANA | 5                     | 22                  | 11                     | 14               | 3                           | 未出演不排名         | 0              |                |
| 2025年 | |                       |                     |                        |                  |                             |                      |                |                |
| WINTER HEPTAGON | PYTHON | 4                     | 3                   | 7                      | 5                | /                           | 未出演不排名         | 0              |                |
| \| - 「*」：打榜中 - 「/」：未入榜（含節目停播、未出演） - 「 」：該段時期未設立排行榜 - 2015年11月14日起，《Show! 音樂中心》不設一位制度和排行榜制度，由2015年11月21日開始，改為由主持公布當週HOT3歌曲。2017年4月22日再次恢復排名制度。 \| - 「(1)」：兩星期冠軍 - 「[1]」：三星期冠軍 - 「(HOT3)」: 連兩周獲得《Show! 音樂中心》HOT3熱門歌曲 - 「[HOT3]」: 連三周獲得《Show! 音樂中心》HOT3熱門歌曲 \| | |                       |                     |                        |                  |                             |                      |                |                |
| - 「*」：打榜中 - 「/」：未入榜（含節目停播、未出演） - 「 」：該段時期未設立排行榜 - 2015年11月14日起，《Show! 音樂中心》不設一位制度和排行榜制度，由2015年11月21日開始，改為由主持公布當週HOT3歌曲。2017年4月22日再次恢復排名制度。 | - 「(1)」：兩星期冠軍 - 「[1]」：三星期冠軍 - 「(HOT3)」: 連兩周獲得《Show! 音樂中心》HOT3熱門歌曲 - 「[HOT3]」: 連三周獲得《Show! 音樂中心》HOT3熱門歌曲 |                       |                     |                        |                  |                             |                      |                |                |

| 各台冠軍歌曲統計                                         | 各台冠軍歌曲統計                                         | 各台冠軍歌曲統計                                         | 各台冠軍歌曲統計                                         | 各台冠軍歌曲統計                                         | 各台冠軍歌曲統計                                         | HOT3歌曲統計           |
| Mnet                                                     | KBS                                                      | MBC                                                      | SBS                                                      | MBC Music                                                | SBS MTV                                                  | MBC 《Show! 音樂中心》 |
| -------------------------------------------------------- | -------------------------------------------------------- | -------------------------------------------------------- | -------------------------------------------------------- | -------------------------------------------------------- | -------------------------------------------------------- | ---------------------- |
| 10                                                       | 10                                                       | 1                                                        | 4                                                        | 7                                                        | 9                                                        | 9                      |
| 一位歌曲總數：42 四台冠軍歌曲總數：4 五台冠軍歌曲總數：1 | 一位歌曲總數：42 四台冠軍歌曲總數：4 五台冠軍歌曲總數：1 | 一位歌曲總數：42 四台冠軍歌曲總數：4 五台冠軍歌曲總數：1 | 一位歌曲總數：42 四台冠軍歌曲總數：4 五台冠軍歌曲總數：1 | 一位歌曲總數：42 四台冠軍歌曲總數：4 五台冠軍歌曲總數：1 | 一位歌曲總數：42 四台冠軍歌曲總數：4 五台冠軍歌曲總數：1 | HOT3歌曲總數：3        |